# Falling Object Protective Structure
Falling Object Protective Structure (kurz FOPS) bezeichnet einen Schutzaufbau von Fahrerkabinen gegen herabfallende Gegenstände von oben und stellt eine Erweiterung des Überrollschutzes (ROPS) dar. Zu diesem Zweck werden in die Kabinen von Baumaschinen zusätzliche, aussteifende Rahmen- und Gitterelemente eingebaut. Im Fall, dass ein Gegenstand auf die Fahrerkabine fällt, wird diese nur in geringem Maße verformt und der Baugeräteführer effektiv geschützt.

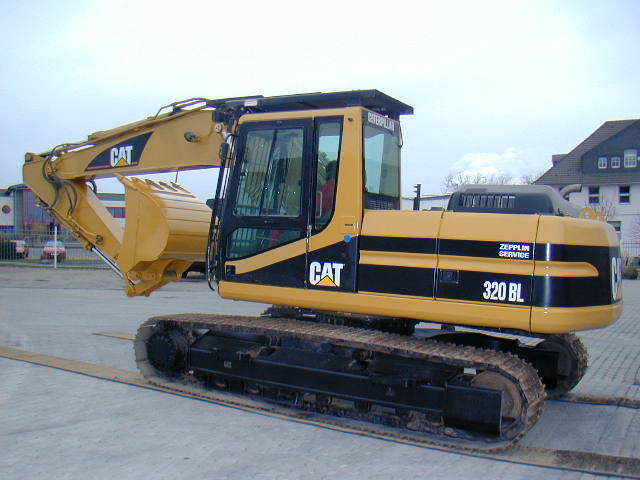
Fahrerkabine mit FOPS-Schutzaufbau

Zur Anwendung kommt dieser Schutzaufbau in erster Linie für Baumaschinen, die im Bereich der Gewinnungsindustrie (Bergbau oder Tagebau) oder im Abbruch tätig sind. Bei der Entwicklung neuer Fahrerkabinen für diese Fahrzeuge muss die Wirksamkeit des Schutzaufbaus durch normgerechte Prüfverfahren nachgewiesen werden.

## Normen und Standards
- EN 23164 – Erdbaumaschinen – Überrollschutzaufbauten und Schutzaufbauten gegen herabfallende Gegenstände
- EN 23449 – Erdbaumaschinen – Schutzaufbauten gegen herabfallende Gegenstände – Prüfungen, Anforderungen
- ISO 3449 – Erdbaumaschinen – Schutzaufbauten gegen herabfallende Gegenstände – Prüfungen und Anforderungen